# Adamantisaurus
Adamantisaurus – rodzaj wymarłego dinozaura gadziomiednicznego, zauropoda z grupy tytanozaurów (Titanosauria).
Skamieniałości dinozaura nieznanego wcześniej nauce znaleziono w Brazylii, na zachodzie stanu São Paulo. Znajdowały się w okolicy miejscowości Flórida Paulista, niedaleko torów kolejowych łączących Adamantina i Irapurú. Spoczywały wśród skał basenu sedymentacyjnego Bauru oraz formacji Adamantina, datowanej na kredę późną, dokładniej na kampan-mastrycht. Znalezione szczątki, zebrane przez Sérgio Mezzalirę, obejmują sześć proksymalnych kręgów ogonowych z zachowanymi połączeniami stawowymi, a także dwie hemapofyzy. Zbadane kości przedstawiały pewną nieobserwowaną wcześniej kombinację cech, wśród których Santucci i Bertini wymieniają proste bądź lekko opadające ku tyłowi wyrostki kolczyste o poszerzonych zakończeniach, solidne blaszki przedkolcowe, szerokie powierzchnie stawowe wyrostków stawowych przednich (prezygapofyzy), jak i tylnych (postzygapofyzy), te ostatnie wklęsłe. Po raz pierwszy w literaturze naukowej kości te wspomniał Sérgio Mezzalira. Dzięki wymienionym cechom Santucci i Bertini opisali nowy rodzaj dinozaura, którego nazwali Adamantisaurus. Miano to utworzyli, czerpiąc z nazwy formacji Adamantina, gdzie znaleziono kości. Do nazwy formacji dołączyli saurus oznaczający jaszczura po grecku. W rodzaju umieścili pojedynczy gatunek nazwany Adamantisaurus mezzalirai. Honoruje on Sérgio Mezzalirę, który zebrał i opisał szczątki.
Wcześniej grupa Bauru dostarczyła wielu skamieniałości, w tym ryb, płazów bezogonowych, żółwi, jaszczurek i Crocodyliformes, a także ssaków. Dinozaury reprezentują w niej zauropody i teropody. Te pierwsze reprezentują antarktozaur, Gondwanatitan czy odkryty w innym stanie Baurutitan.
Adamantisaurus zalicza się do zauropodów. Ta grupa olbrzymich dinozaurów dzieli się na dwie główne linie: diplodokokształtne i Macronaria, wśród których istotną grupę stanowią tytanozaury umieszczane w kladzie Titanosauriformes. To właśnie do nich zaliczono nowy rodzaj. Badacze poszli dalej, umieścili Adamantisaurus w macierzy danych z wcześniejszej publikacji Leonardo Salgado i innych. Nie uzyskano jednak interesujących wyników. Metodą strict consensus uzyskano 3 drzewa. Na wszystkich Adamantisaurus znajdował się w nierozwikłanej politomii z innymi rodzajami tytanozaurów.

## Historia
Wcześniej grupa Bauru dostarczyła wielu skamieniałości, w tym ryb, płazów bezogonowych, żółwi, jaszczurek i Crocodyliformes, a także ssaków. Dinozaury reprezentują w niej zauropody i teropody. Pierwszego zauropoda z grupy tytanozaurów znaleziono w niej na początku XX wieku, jednak Pacheco (1913) wziął go na pozostałości krokodyla. W 1919 Huene zorientował się, że chodzi jednak o skamieniałości dinozaura i zaliczył je do rodzaju tytanozaur. Dużo czasu jednak minęło do ukazania się pierwszego opisu rodzaju tytanozaura z Bauru.
Kolejne pozostałości znaleziono w 1958, pośród skał formacji Adamantina. Odkryto je w okolicy miejscowości Flórida Paulista, na południowym zachodzie stanu São Paulo. Prowadzono roboty z okazji budowania torów kolejowych łączących Adamantina i Irapurú, w trakcie których natknięto się na skamieniałości. Wydobyto sześć proksymalnych ogonowych, dwa łuki naczyniowe i kość udową, które weszły pod opiekę Muzeum Geologicznego Valdemara Lefèvre w São Paulo. Holotyp skatalogowano jako MUGEO 1282. W 1959 Sergio Mezzalira wspomniał znalizisko w publikacji Nota preliminar sobre as recentes descobertas paleontologicas no Estado de Sao Paulo, no perıodo 1958–59. Na kreowanie rodzaju musiały poczekać znacznie dłużej.

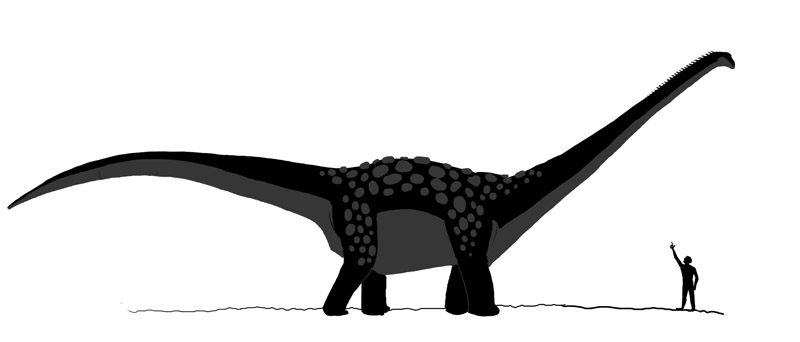
Pierwszym tytanozaurem opisanym z Bauru był antarktozaur

W 1971 na XXV Brazylijskim Kongresie Paleontologii Fahad Moyses Arid, L. D. Vizotto ogłosili opis antarktozaura. Opis bazował jednak na istotnie niekompletnych szczątkach. W 1989 w miejscu znalezienia szczątków z 1958 znaleziono ząb tytanozaura, opisany przez Mezzalirę. W 1998 opisano pierwsze brazylijskie osteodermy tytanozaura. W 1999 Alexander WA Kellner, SAK de Azevedo opisali kolejny rodzaj Gondwanatitan. Oba wspomniane rodzaje – antarktozaur i Gondwanatitan – pochodziły z formacji Adamantina. W tym samym roku co opis ostatniego z wymienionych Campos i Kellner opisali z Bauru miednice zauropodów tytanozaurów. Kolejne szczątki tytanozaura, prawdopodobnie z rodziny saltazaurów, opisano z basenu São Luís-Grajau. W 2005 Alexander Wilhelm Armin Kellner, Diogenes de Almeida Campos, Maecelo N.F. Trotta opublikowali opis kolejnego zauropoda z Bauru, nazwanego Baurutitan.
Rok później Rodrigo Miloni Santucci i Reinaldo J. Bertini opublikowali w czasopiśmie Palaeontology artykuł zatytułowany A new titanosaur from western São Paulo State, Upper Cretaceous Bauru Group, south‐east Brazil, w którym kreowali nowy rodzaj Adamantisaurus.
O rodzaju wspominały kolejne prace dotyczące tytanozaurów, jednak nie wnosiły nowej wiedzy o Adamantisaurus, a jedynie porównywały doń kolejne opisywane rodzaje.

## Budowa

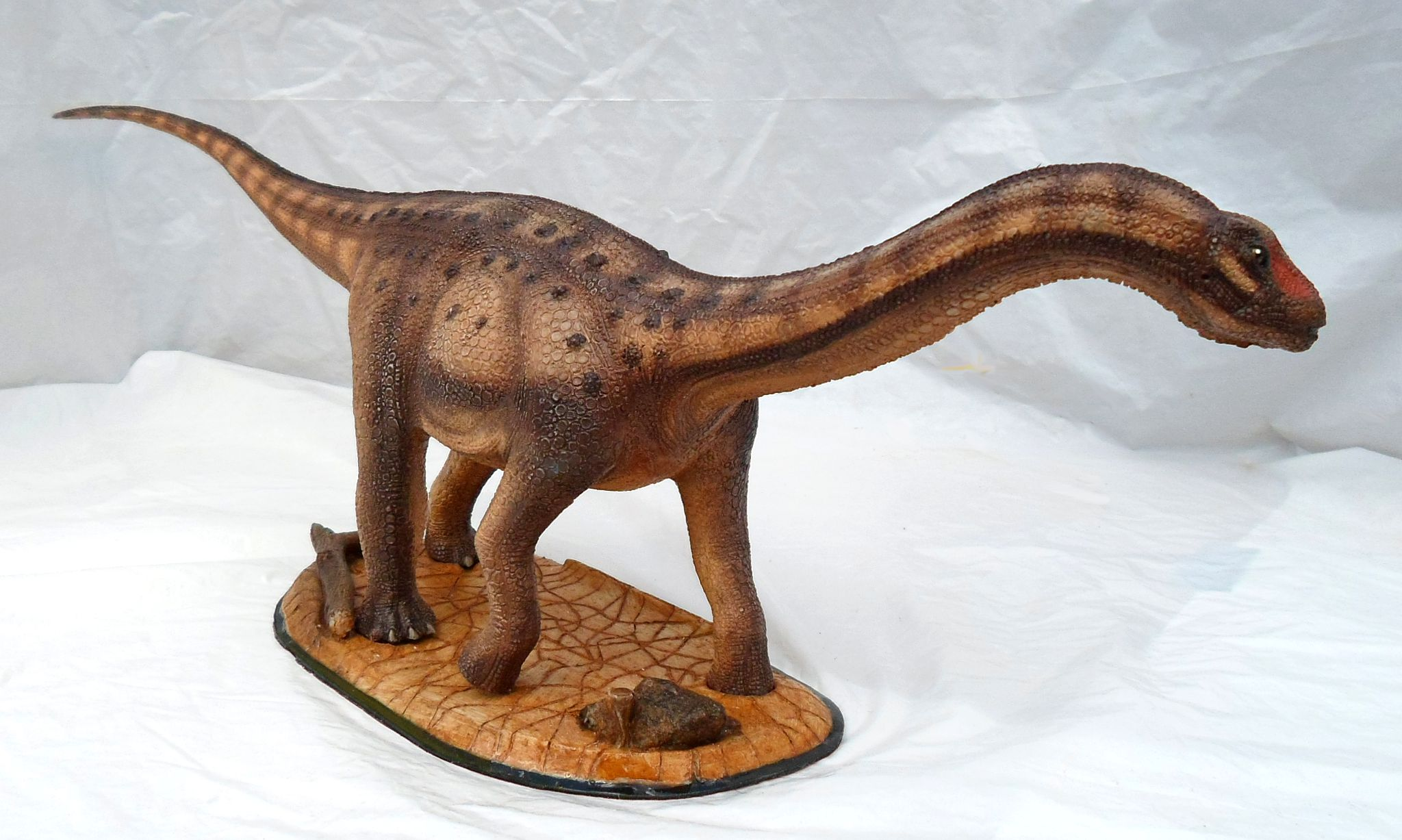
Firurka przedstawiająca Adamantisaurus

Znalezione szczątki Adamantisaurus obejmują serię sześciu przednich kręgów ogonowych, od drugiego do siódmego. Do cech diagnostycznych rodzaju zaliczają się przednie kręgi ogonowe o prostych bądź nieco pochylonych do tyłu wyrostkach kolczystych i o poszerzonym bocznie dalszym końcu, dobrze zbudowane blaszki przedkolcowe, wyrostki stawowe przedni i tylne o szerokich powierzchniach stawowych, które w przypadku tych drugich były wklęsłe. Już pierwszy z nich jest proceliczny, a kolejne jeszcze bardziej. Trzon ma krótki, o brzegach brzusznym i bocznych wklęsłych. Wyrostek kolczysty ma też krótki i nieco pochylony w tył, autorzy zwracają uwagę na jego szeroką podstawę i dobrze zbudowaną blaszkę kolczysto-prezygapofyzalną, długości połowy wyrostka kolczystego, oraz na jeszcze lepiej zbudowaną blaszkę kolczystą. Wyrostki poprzeczne są dobrze zbudowane, poziomo ułożone. Kreatorzy rodzaju opisują także szeroki łuk, nieco węższy grzbietowo, oraz szerokie i eliptyczne powierzchnie stawowe wyrostków stawowych przednich. Wyrostki stawowe tylne są dłuższe niż szersze, wspierane przez blaszki, o których wspomniano wcześniej, a n naprzeciwko nich na wyrostku kolczystym autorzy wskazują szerokie boczne doły. Kolejny kręg przypomina swego poprzednika, choć ma szerszy trzon i jest bardziej proceliczny, a w przekroju poprzecznym zdaje się okrąglejszy. Nie dorównuje poprzednikowi wielkością wyrostka kolczystego, bardziej ku tyłowi pochylonego. Mniejszy ma też łuk i bardziej do przodu idące wyrostki stawowe przednie. Blaszka kolczysto-prezygapofyzalna znowu rozwinięta jest gorzej, w przeciwieństwie do blaszki pokolczystej. Trzeci z serii kręgów Santucci i Bertini opisują jako podobny do swych poprzedników, różniący się nieco krótszym i bardziej do tyłu idącym wyrostkiem kolczystym, bez dołu bocznego. Wskazują też pewne szczegóły budowy wyrostków stawowych oraz asymetrię wyrostków poprzecznych, nie wiadomo, czy wynikającą z procesów tafonomicznych, czy powstałą już za życia zwierzęcia. Czwarty z serii kręgów, czyli pewnie C5, przypomina poprzednika, mając niższy łuk i węższy wyrostek kolczysty. Autorzy zwracają na nim uwagę na pewne szczątkowe zagłębienia, być może związane ze stawem hematofyzealnym. Kolejny kręg nie przedstawia istotnych różnic prócz innego skierowania wyrostków poprzecznych: do tyłu i bocznie. Ostatni z kręgów cechuje się dłuższym trzonem i mniej okrągłym przekrojem, zachował się gorzej.

## Systematyka

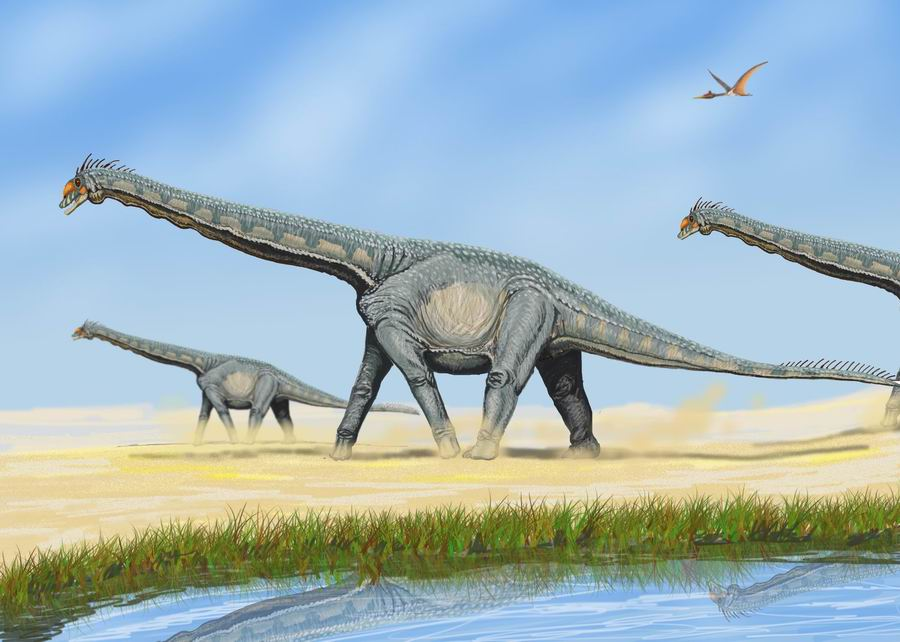
Adamantisaurus należał do Titanosauria, jak widoczny wyżej alamozaur, jednak kreatorzy rodzaju nie byli w stanie określić jego dokładnej pozycji w tej grupie

Nowo opisany rodzaj otrzymał nazwę Adamantisaurus. Nazwa rodzajowa pochodzi od nazwy formacji Adamantina, w skałach której znaleziono pozostałości zwierzęcia, oraz greckiego słowa saurus oznaczającego jaszczura. W obrębie rodzaju kreowano pojedynczy gatunek Adamantisaurus mezzalirai. Epitet gatunkowy honoruje doktora Sergio Mezzalirę, który odkrył kości i dokonał pierwszego ich opisu.
Adamantizaur zalicza się do zauropodów. Ta grupa olbrzymich dinozaurów dzieli się na dwie główne linie: diplodokokształtne i Macronaria. Ta ostatnia obejmuje grupę Titanosauriformes, do której kreatorzy zaliczyli Adamantisaurus. Wprowadzona przez Salgado, grupa ta obejmuje brachiozaura i Titanosauria, a więc zaliczają się do niej brachiozaury, euhelop i Titanosauria, przy czym te dwa ostatnie tworzą razem klad Somphospondyli. Adamantisaurus zaliczał się do Titanosauria. Klad ten definiuje się jako Titanosauriformes bliższe saltazaurowi niż brachiozaurowi czy euhelopowi. Grupa ta łączy Saltasauridae, Nemegtosauridae i Malawisaurus.
Autorzy nie wskazują żadnego taksonu w obrębie tytanozaurów, do którego miałby należeć Adamantisaurus. Nie jest to sprawą łatwą, gdyż w rozwiązaniu tej zagadki posłużyć się można tylko cechami proksymalnych kręgów ogonowych, tymczasem wiele cech diagnostycznych Titanosauria dotyczy innych części kośćca. Z siedmiu synapomorfii Titanosauridae wskazanych przez Upchurcha udało się znaleźć jedną, z synapomorfii Titanosauria proponowanych przez Wilsona dwie. Jedna łączy go z Opisthocoelicaudiinae. Synapomorfii wskazanych przez Salgado w ogóle nie daje się znaleźć. Pewne cechy łączą go z bazalnymi Titanosauria. Kreatorzy rodzaju próbowali rozwiązać ten problem, budując kladogram. Zastosowali macierz danych użytą wcześniej przez Salgado, którą uzupełnili o dane dotyczące Adamantisaurus. Wyniki były niekonkluzywne, uzyskano znaczą politomię Titanosauriformes. W efekcie nie udało się określić bliższego pokrewieństwa nowego rodzaju w obrębie Titanosauria.

## Rozmieszczenie geograficzne i paleoekologia
Znalezione kości spoczywały na południowym zachodzie brazylijskiego stanu São Paulo, wśród skał basenu sedymentacyjnego Baury oraz formacji Adamantina, datowanej na kredę późną, dokładniej na kampan-mastrycht. Formacja ta, zbudowana przez masywne czerwone piaskowce i beżowe mułowce, prawdopodobnie powstała z osadów rzeki, pozostawionych przez rzekę roztokową.
W otoczeniu znaleziono pozostałości ryb, płazów bezogonowych, żółwi, jaszczurek i Crocodyliformes, a także ssaków. Dinozaury reprezentują w niej zauropody i teropody. Te pierwsze reprezentują antarktozaur, Gondwanatitan czy odkryty w innym stanie Baurutitan. Do Crocodyliformes należał Montealtosuchus.